# 中和村 (竹崎鄉)
23°30′23″N 120°41′44.2″E / 23.50639°N 120.695611°E
中和村，是位於台灣嘉義縣竹崎鄉的一個村落，由永和、奮起湖及石桌三個聚落所組成。

## 地理
奮起湖因地勢低窪且形似畚箕，而稱為畚箕湖，但因台語『畚』和『糞』同音，故被訛誤書寫為『糞箕湖』，日治時以『糞箕湖』之名不雅，易名為『奮起湖』，但至今民間仍稱『畚箕湖』。對外交通，早年主靠搭乘阿里山森林鐵路上下山，阿里山公路開通後則都自己開車或騎機車。
石桌對外交通過去須步行至奮起湖搭阿里山森林鐵路之火車下山；自1980年(民國70年)阿里山公路通車後，多靠台18號公路出入。

## 歷史沿革

### 奮起湖
清朝時期，奮起湖因為盛產樟木，而有大批伐商人以及伐木工人前來此地發展造就奮起湖的繁榮；日治時代也因為阿里山森林鐵路在此設奮起湖車站而成為鐵路沿線中最繁榮的山產市集與伐木重鎮。但在森林之經營重心慢慢由伐木轉為森林保育及森林遊樂，原先因伐木而興起之奮起湖等據點，轉變成以觀光為主的地區。
奮起湖今昔：
奮起湖的開墾始於清末，據云係由幼葉林的五戶人家先來開墾，而五戶人家之姓戶卻有兩種說法，一說林、翁、陳、簡、葉；另一說為翁、陳、郭及兩戶林姓人家。日據後因修築阿里山森林鐵路、製腦及造林之熱絡而呈現繁盛之象，菜店、茶店仔、私娼館、戲園、皆應運而生，阿里山森林鐵路帶動了奮起湖的繁榮，造就了奮起湖老街。
１９６０－１９７０年代起（民國五、六十年間）由於伐木業的結束、產業道路的開闢，使奮起湖的發展步入衰退期，到民國七十一年九月阿里山公路通車商機銳減，大量商店關門，人口大量外移，為因應變局，奮起湖的居民以奮起湖特有的自然景觀及歷史資源，將奮起湖改為觀光區，另謀安身立命的生機。

### 石桌
地名由來是昔日有一天然石頭桌，故稱『石桌』；據稱石頭上有一足印和三寸金蓮的鞋印，相傳是八仙中的李鐵拐和何仙姑所留。現今真品已因建屋而毀掉，今所見者為複製品。
石桌之開墾亦始於清末，早期是完全以務農為生計主體的經濟型態，但所得有限，謀生不易，因此造成山區人口大量外流；１９８０年代，民國七十年代阿里山公路通車及種茶業的引進，石桌的加速開發，在製茶業的帶動下，茶園、製茶廠出現，由於製茶業的利潤較務農為高，因而吸引部份山區人區的回流。另外值得一提的是石桌檢查哨，石桌因位於漢人和先住民交界之據點，是出入達邦、樂野和特富野必經的孔道，故早期在此設有一檢查哨以管制出入，今已廢。
本地分頂石桌坪仔，即中和村18鄰，居民以劉姓人家居多；中石桌坪仔，即今中興國小一帶，居民以洪、王兩姓人家居多；下石桌坪仔，以洪姓人家居多；在早期的石桌以劉、洪兩姓人家為最大族群。

### 永和
本地之地名由鄒語而來，本地因位於『大石壁』之下，而鄒語的『無咾恩仔』就是『大石壁』的意思，所以先民就直接由鄒語音譯也叫『無咾恩仔』，此為『無咾恩仔』地名之由來。民國三十九年行政區域重劃時易名為『永和』，但今民間仍稱『無咾恩仔』。
本地之居民今以林姓和劉姓為多；林姓人家係由內埔遷來，祖籍為福建省漳州府詔安縣。劉姓人家則為『文科公』派下之後裔，祖籍為福建省汀州府永定縣；目前僅老一輩居住於此，年青一輩因就業或為下一代就學方便而搬到平地。

## 教育
日治時代奮起湖有兩所小學，其中一所供日本人的子弟就讀，另一所則是台灣人之子弟就讀，附近地區如瑞里、石桌、水社寮、來吉、太和、石鼓盤、里佳、隙頂、大崩、交力坪等鐵路沿線的台灣人子弟都到奮起湖就讀，過去中和國小學生人數最多時超過２５０人以上，與今日學生人數２７人。石桌地區今皆就讀中興國小。
中和國小，本校位於竹崎鄉中和村奮起湖森林遊樂區，海拔高達１４００公尺，目前學生人數27人，是典型的一所山區迷你小學。

## 文化資產
中和村的居民以佛教、道教的為多，奮起湖的『五王宮』、石棹『吳鳳廟』、永和『保安宮』。
奮起湖五王廟，建廟於1996年(民國85年)主要供奉王爺，陪祀神明:觀世音菩薩、天上聖母、土地公。
永和保安宮，建廟於1979年(民國68年)，主要供奉土地公。在每年農曆八月十五日，會有福德正神誕辰祝壽的祭祀活動。保安宮位於中和村與阿里山鄉的交界。此地原是鄒族流社，原在一榕樹下立一石塊，外出的社人回來時必至此地留下食物供神，以感謝其庇祐。後漢人逐漸移居現今竹崎鄉奮起湖一帶，在此地建一座土地公廟，此即保安宮；隨後將原來供神的石桌處，也建一地基主祠，表示對提供土地供漢人墾耕定居的鄒族祖先的敬意。
石棹吳鳳廟，建廟於1999年(民國88年)主要供奉吳鳳公，廟裡也有土地公、註生娘娘、玄天上帝、觀音菩薩供奉於廟。在每年農曆十月十五日會有慶祝吳鳳公聖誕的祭祀儀式。據傳石棹吳鳳廟早在日治時期就存在，並曾提供漢人學習。戰後曾是奮起湖國小的分班，一、二年級學生就在廟中借讀。到921大地震後，因地震損壞所以重建，1999年完建。

## 景點

### 美食
豆腐、火車餅、莿殼粿、漢餅（俗稱大餅頭仔），鐵路便當。

### 觀光景點
奮起湖老街、奮起湖車站、悠遊茶道。
頂環湖步道：頂湖環湖步道內有孟宗竹林步道、天然原始林棧道、生痕化石等，可以沿著步道散步到涼亭、孟宗竹林。另有一條原始林木棧道可到達大凍山，涼亭前有一塊巨石，當地人稱為觀音石，表面還有生痕化石的痕跡。阿里山森林鐵路博物館是由原來的車庫改裝而成，館內陳列各種以前各種火車零件及阿里山鐵路機具。

## 其他特色
林金坤先生對奮起湖觀光事業發展及地方開發文物搜集、保存，對觀光景點的開發，對地方文物的搜集、保存投入大量的心血。